# Escola de Toronto
Es coneix com a Escola de Toronto un seguit d'investigadors en comunicació que van focalitzar la seva recerca en el paper de les tecnologies en la comunicació. És una escola de pensament que té una llarga tradició dins l'estudi dels efectes socials i les influències de les tecnologies en la comunicació. Mitjans com la televisió o la ràdio són elements que incideixen en el mateix procés comunicatiu i el modifiquen.
Per a aquesta escola els mitjans de comunicació són molt més que un simple canal. La influència del mitjà no solament es produeix en el procés comunicatiu, sinó que té una important repercussió social i cultural. Per aquest motiu, aquesta corrent teòrica també ha rebut el nom de determinisme tecnològic.

## Història i desenvolupament
La idea de l'Escola de Toronto va ser plantejada per Derrick de Kerckhove durant el 1989 en observar que els estudis realitzats per Harold Adam Innis, Marshall Luhan i Eric Alfred Havelock en els seus respectius camps convergien.
Els seus deixebles comparteixen l'interés per l'estudi sobre com certs mitjans i formes configuren la idea de la comunicació i la interacció social, i els dispositius tecnològics per al seu emmagatzematge, difusió i interpretació. Alguns dels deixebles més destacats són Harold Innis i Marshall McLuhan.

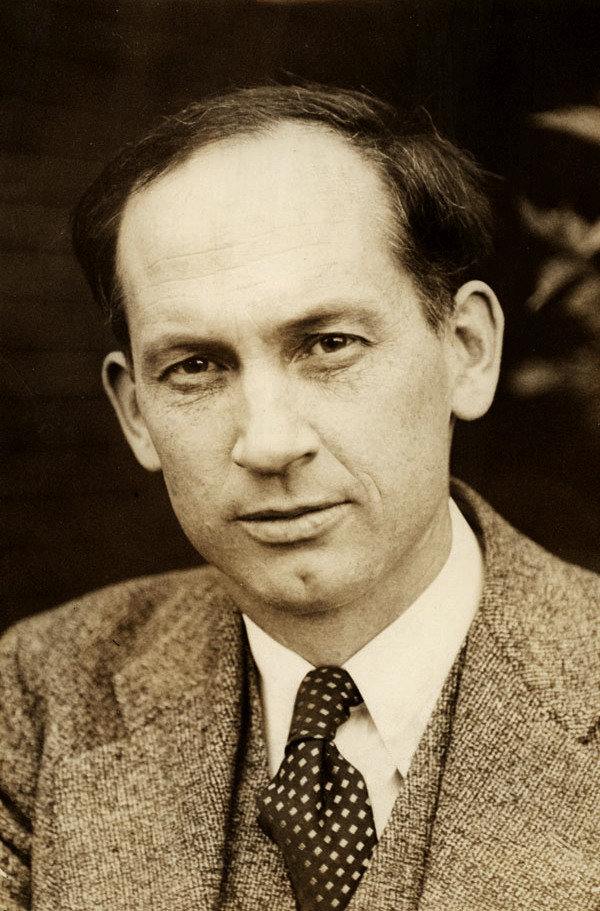
Harold Innis

La seva història la podem dividir en tres etapes: 
- La primera etapa, que alhora serien els inicis de l'escola (amb Harold Innis).
- La segona etapa, en la qual es comença a tractar el concepte de determinisme tecnològic (McLuhan).
- La tercera etapa, en la qual s'explica quins varen ser els efectes d'Internet en l'Escola de Toronto.

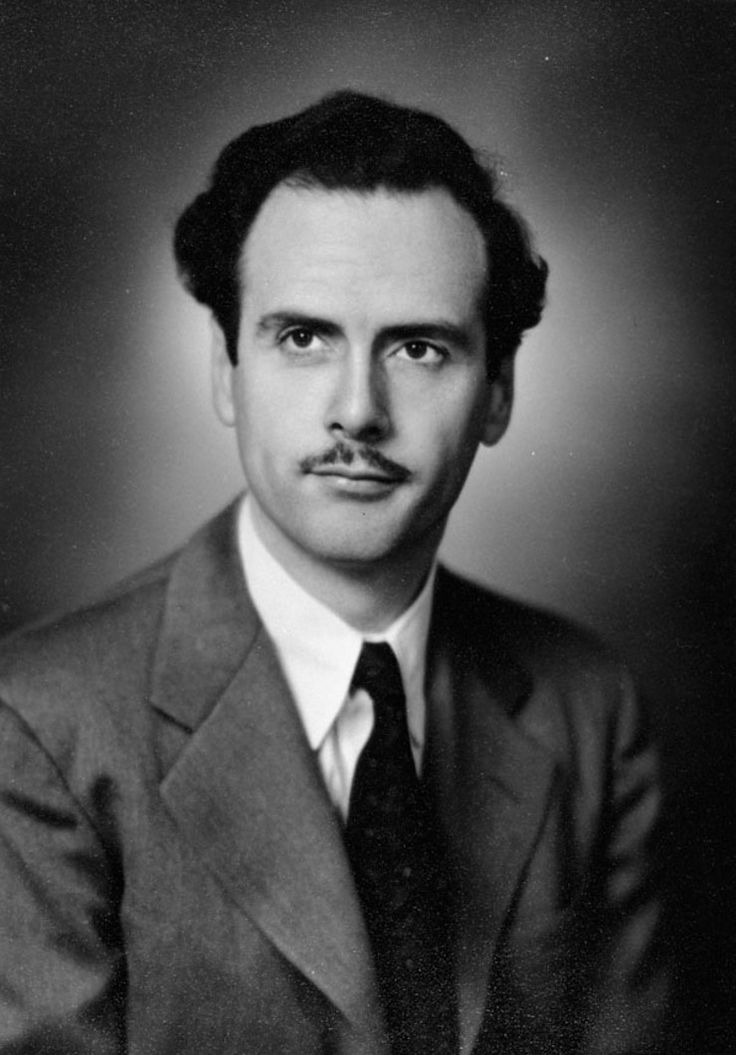
Marshall McLuhan

### Els inicis: Harold A. Innis
El fundador va ser Harold Adams Innis (1894-1952), economista expert en la història econòmica del Canadà i teòric de la comunicació, que va marcar la reflexió sobre els mitjans. Només al final de la seva vida va començar a investigar, més específicament, sobre temes referents a la comunicació.
Per a Innis, els sistemes de comunicació dominants a cada civilització en condicionen l'organització social i alhora són el centre articulador de l'economia política de les civilitzacions. Al cor de la seva teoria rau la idea que la informació i la comunicació són poder. Així, determinades tecnologies afavoreixen un determinat monopoli del saber, que pot representar una redistribució del poder polític entre els grups socials.
Innis va saber apreciar la importància dels mitjans de comunicació en el món antic i va encapçalar una línia de recerca que han seguit altres investigadors.

### McLuhan: el determinisme tecnològic
Marshall McLuhan (1911-1980) és l'autor més reconegut dins de l'anomenat determinisme tecnològic. Va treballar a la Universitat de Toronto amb Innis i va seguir el seu enfocament sobre els canvis de les civilitzacions, però totalment centrat en una visió mediàtica.
En la seva obra Understanding Media (1964), apunta que tots els mitjans de comunicació són extensions de l'ésser humà. És a dir, són com pròtesis que ens permeten estendre el nostres sentits més enllà del seu abast natural. Així podríem dir que la ràdio, per exemple, és l'extensió de l'oïda.
McLuhan intenta comprendre les configuracions de les civilitzacions a partir de les tecnologies. A partir d'aquesta relació tecnologico-sensorial hi ha tres eres civilitzadores:
| Era                           | Prealfabètica | Alfabètica | Electrònica |
| ----------------------------- | --- | --- | --- |
| Mitjans de Comunicació        | Llenguatge oral | Alfabet Impremta | Telègraf Cinema Fotografia Telèfon Gramòfon Ràdio Televisió                                                                                              |
| Percepció                     | A partir de l'oïda Audiotàctil Multisensorial                                                                                         | A partir de la vista | Unisensorial Vista + oïda Audiotàctil Multisensorial |
| Efectes sensorials            | Interpretació múltiple Participació comunicativa intensa Harmonia sensorial                                                           | Abstracció del pensament Comunicació impersonal Descodificació inequívoca Desintensifiació participativa                                             | Restauració de l'equilibri sensorial Immediatesa com a rapidesa i com a no mediació La televisió un mitjà "fred": definició baixa i participació intensa |
| Espais                        | Acústic: orgànic, integral, sense límits, sense direcció, sense horitzons                                                             | Visual: consecutiu, uniforme, continu, lligat | Acústic: instantani, simultani, sobtat, omnipresent |
| Efectes individuals i socials | Emocionalitat, intuïció, terror, màgia, tribalisme, temps i espai integrats, experiència total                                        | Racionalisme, abstracció, fragmentació, homogeneïtzació, educació popular, industrialització, mecanització, quantificació, analítica, seqüencialitat | L'aldea global, fi dels conceptes espai i temps, simulteneïtat, interacció cultural a escala mundial, postindustrialització                              |
| Efectes polítics              | Igualtat en una cultura oral a l'abast de tothom No individualisme ni especialització La tribu com a organització única i independent | Nacionalisme Homogeneïtat de la moneda, mercats i transports: crea la unitat econòmica i política                                                    | Retrivialització espectacularització de la política |

Una altra de les idees-força més exitoses de McLuhan és la que sosté que "el mitjà és el missatge", la qual ha estat amb freqüència mal interpretada o banalitzada. El que Marshall McLuhan pretenia amb aquest apotegma és expressar que la manera com adquirim una informació ens afecta més que la informació en si mateixa. És a dir, que és més important el mitjà de transmissió que el mateix contingut del missatge. Això és així perquè els mitjans de comunicació, més enllà del contingut que transmeten, provoquen efectes socials importants. Segons McLuhan, cada mitjà es percep d'una manera diferent. És a dir, és el mateix mitjà de comunicació el que modifica el contingut i provoca determinats efectes sobre les característiques del món percebut.
Una altra de les idees-força de McLuhan és la distinció entre els mitjans calents i freds. En la seva obra La Galaxia Gutenberg diferencia el mitjans calents dels freds segons el tipus d'efecte que provoquen en el receptor.
- Els mitjans calents són aquells que proporcionen el màxim d'informació amb la mínima participació.
- Els mitjans freds són aquells que donen un nivell d'informació baix però que exigeixen la màxima participació dels receptors.

És a dir, els mitjans procedents de la impremta són mitjans calents perquè tenen molta informació però al mateix temps ens permeten una implicació inferior que la televisió.

### L'Escola de Toronto després d'Internet
El determinisme de les tecnologies de la comunicació abans de l'aparició d'Internet es pot resumir en els quatre punts següents:
- La tecnologia de la comunicació és essencial per a la societat.
- Cada tecnologia afavoreix determinades formes, continguts i usos de la comunicació.
- La invenció i aplicació posterior de les tecnologies de la comunicació influeixen en els canvis socials.
- Les revolucions de la comunicació condueixen a revolucions socials.

Les diferències entre el mitjans de comunicació abans i després de la digitalització en alguns aspectes és notable i per tal que siguin més entenedores Carlos A. Scolari (2008, pàg 27) proposa fer una distinció entre vells mitjans enfront de nous mitjans:
| Comunicació de masses ("Vells mitjans") | Comunicació digital interactiva ("Nous mitjans") |
| --------------------------------------- | ------------------------------------------------ |
| Tecnologia analògica                    | Tecnologia digital                               |
| Difusió (un-a-molts)                    | Difusió (molts-a-molts)                          |
| Seqüencialitat                          | Hipertextualitat                                 |
| Monomèdia                               | Multimèdia                                       |
| Passivitat                              | Interactivitat                                   |

La nova era digital presenta característiques específiques. De Kerckhove proposa el concepte de psicotecnologia per tal de definir qualsevol tecnologia que imita, estén o amplia els poders de la ment humana; intenta donar una visió general de les característiques de l'època actual a partir de la incidència de les tecnologies, tant pel que fa al món en general o a la psicologia col·lectiva, com pel que fa al nivell de processament neuronal de la persona.
Les tendències psicològiques són les següents:
|                                  | Televisió (saturació durant la dècada de 1970)                        | Ordinador (penetració durant la dècada de 1980)                            |
| -------------------------------- | --------------------------------------------------------------------- | -------------------------------------------------------------------------- |
| Conceptes dominants              | Cultura de masses Producció en masses Ser a tot arreu al mateix temps | Cultura de la velocitat Comunicació instantània Ser aquí i ara quan calgui |
| Models dominants de comunicació  | Difusió massiva (d'una sola direcció) (Donar a la gent el que vol)    | Difusió en xarxa (en dues direccions) (Descobrir el que vol la gent)       |
| Actituds dominants del mercat    | Seducció                                                              | Precisió                                                                   |
| Estratègies comercials imperants | Promoció                                                              | Càlcul, comptabilització                                                   |
| Principals fonts de metàfores    | Cos-sentits-tacte                                                     | Cervell/sistema nerviós central (l'ànima de la nova màquina)               |
| Termes de moda preferits         | Mites, icones, imatges                                                | Lògica, intel·ligència artificial, sistema expert                          |
| Representació mitològica popular | Superman (vol, visió de rajos X)                                      | HALL de 2001 (comandament i control)                                       |

Aquest autor apunta que la televisió es dirigeix més als nostres sentits i a les nostres emocions, que a la nostra reflexió. És a dir, el processament humà de la informació ha canviat amb la televisió.
| «              | Cuando se observa leer a algunos niños pequeños, parece que no examinan el texto con el tipo de movimientos discontinuos del ojo característicos del lector entrenado, sino la lanzan los ojos sobre la página como si estuvieran transfiriendo su estrategia visual de la pantalla al texto. Parecen dar vistazos a las cosas, mirándolas varias veces como si estuvieran formando un cuadro para darle un sentido a la página. Esto podría tener un importante impacto cognoscitivo: en lugar de explorar el texto para crear y almacenar imágenes, los niños que miran la televisión deben generalizar rápidamente a partir de fragmentos inconexos, y reconstruir el objeto de su visión. Esto constituye algo muy distinto a clasificar objetos y entrelazarlos en oraciones coherentes. | » |
| — De Kerckhove | |   |

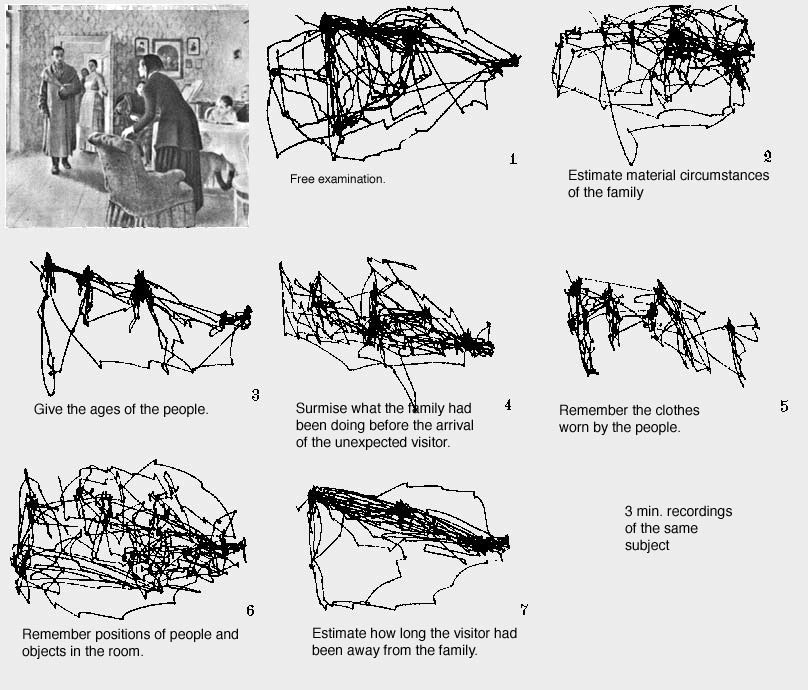
Estudi realitzat per Yarbus en 1967 on es contempla que la feina encomanada influeix en el moviment dels ulls.

Tot i el que diu a la lectura, aquesta és seqüencial, és a dir, la lectura segueix una linealitat. De fet, les recerques sobre el seguiment d'ulls posen de manifest que la mirada davant d'un text és diferent que davant d'una imatge. En aquest darrer cas, també variarà segons el tipus d'informació de la imatge que ens interessi.
Tal com diu De Kerckhove en el llibre La piel de la cultura. Investigando la nueva realidad electrónica, la societat de la informació actual ens planteja molts reptes personals, socials i planetaris. El ciberespai, els multimèdia, l'hipertext, entre d'altres, són noves realitats tecnològiques que estan canviant molts del paràmetres que semblaven inamovibles.
Per a Francisco Sierra Caballero algunes de les característiques d'aquesta nova era digital són:
- La connectivitat i multilinealitat dels mitjans de comunicació col·lectiva.
- La "hipertinença informativa", com a resultat de la focalització precisa dels nous instruments de processament d'informació digital, que abraça, totalment i d'una manera permanent, el conjunt social de les seves xarxes, mitjançant una trama densa de circuits nerviosos pel planeta.
- Una nova relació simbiòtica entre intel·ligència i llenguatge.
- La socialització del poder d'informar i de pensar, col·lectivament, per mitjà de xarxes d'interacció i connexió en temps real.
- L'acceleració i crisi dels fluxos integrats d'informació i coneixement.
- La fragmentació, descontextualització i recombinació informativa.

- I la transparència global de l'univers simbòlic en temps real.